# كاتالينا بيريز (لاعبة كرة قدم)
كاتالينا بيريز (بالإسبانية: Catalina Pérez) هي لاعبة كرة قدم كولومبية، ولدت في 8 نوفمبر 1994 في بوغوتا في كولومبيا. شاركت مع منتخب كولومبيا تحت 20 سنة للسيدات لكرة القدم ‏ ومنتخب كولومبيا لكرة القدم للسيدات. أما مع النوادي، فقد لعبت مع Miami Hurricanes ‏.

## وصلات خارجية
- كاتالينا بيريز على موقع الاتحاد الدولي (مؤرشف)  (الإنجليزية)
- كاتالينا بيريز على موقع الاتحاد الأوربي (الإنجليزية)
- كاتالينا بيريز على موقع إي إس بي إن إف سي (الإنجليزية)
- كاتالينا بيريز على موقع قاعدة بيانات كرة القدم.إي يو (الإنجليزية)
- كاتالينا بيريز على موقع Soccerway.com (الإنجليزية)
- كاتالينا بيريز على موقع عالم كرة القدم.نت (الإنجليزية)
- كاتالينا بيريز على موقع اللجنة الأولمبية الدولية (الإنجليزية)
- كاتالينا بيريز على موقع أوليمبيديا (الإنجليزية)